# 斯特拉日察市鎮

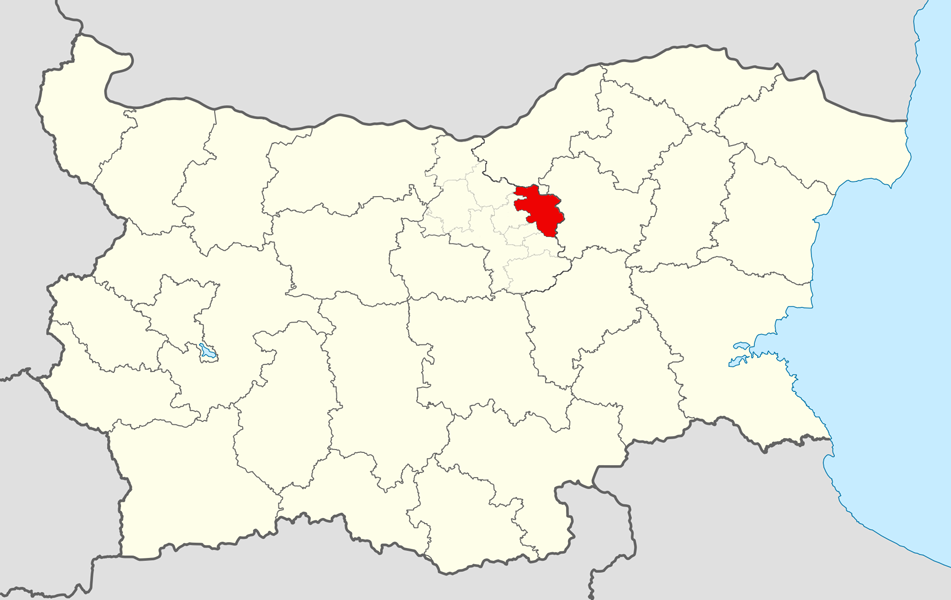
斯特拉日察市鎮在保加利亞的位置

43°15′N 25°58′E / 43.250°N 25.967°E
斯特拉日察市鎮，是保加利亞中北部大特爾諾沃州的市鎮，行政中心为斯特拉日察，面積512平方公里，2009年人口14,742，人口密度每平方公里28.79人。